# 帕斯夸莱·卡尔米努奇
帕斯夸莱·卡尔米努奇（義大利語：Pasquale Carminucci，1937年8月29日—2015年2月22日），意大利男子体操运动员。他曾获得1960年夏季奥运会体操比赛男子团体全能铜牌。他也参加了1964年和1968年夏季奥运会。